# The Wake (finnische Band)
The Wake war eine finnische Melodic-Death-Metal-Band aus Karjaa, die 1998 unter dem Namen Bleeding Harmony gegründet wurde und sich 2008 auflöste.

## Geschichte
Die Band wurde 1998 unter dem Namen Bleeding Harmony von den Brüdern Sakari (E-Gitarre) und Harri Lempinen (Schlagzeug) gegründet. Etwas später bestand die Besetzung aus dem Sänger und Bassisten Kaj Michelsson, dem Gitarristen Lauri Helenius und dem Schlagzeuger Harri Lempinen. Im Jahr 2002 veröffentlichte die Band ein erstes Demo. Die Gruppe erreichte daraufhin einen Plattenvertrag bei Spikefarm Records, woraufhin der Bandname in The Wake umgeändert wurde. Zu diesem Zeitpunkt bestand die Besetzung neben Michelsson aus den Gitarristen Jani Luttinen und Sakari Lempinen und dem Schlagzeuger Wellu Helenius. Das Debütalbum folgte im Jahr 2003 unter dem Namen Ode to My Misery, das im Mai und Juni des Jahres in den SundiCoop Studios in Savonlinna mit Tuomo Valtonen aufgenommen und abgemischt worden war. Das Mastern wurde von Mika Jussila in den Finnvox Studios in Helsinki übernommen. Die japanischen Auflagen des Albums enthalten die Songs Here in Eternity und Deja-Vu als Bonus. Im September 2004 ging es auf die „Spinetour“ durch Schweden, an der auch Finntroll und Norther teilnahmen. Im Oktober des folgenden Jahres schloss sich mit Death-a-Holic das zweite Album an, dessen japanische Version zusätzlich ein Cover des Iron-Maiden-Liedes Be Quick or Be Dead enthält. Nachdem Luttinen die Band verlassen hatte, um The Scourger beizutreten, wurde die Besetzung im März 2006 durch den Gitarristen Markus Ahlroth und den Bassisten Juho Manninen erweitert. 2008 löste sich die Band auf.

## Stil
David von Metal.de befand in seiner Rezension zu Ode to My Misery, dass hierauf klassischer Melodic Death Metal im Göteborger Stil enthalten ist. Vor allem Parallelen zu At the Gates, In Flames und Dark Tranquillity seien hörbar. Auch sei ein US-amerikanischer Einfluss zu verzeichnen. Auf dem Album gebe es „[e]ingängige Melodien, flotte Riffattacken, zielsichere Twin-Guitar-Läufe, aggressive[n] Kreischgesang und treibendes Drumming“, allerdings könne die Gruppe nichts wirklich Originelles bieten. Oliver Schneider von Powermetal.de sah es in seiner Rezension zu Death-a-Holic ähnlich und schrieb, dass hierauf Melodic Death Metal im schwedischen Stil zu hören ist, der sich durch „zweistimmige Gitarrenläufe, smoothe Soli, vereinzelte Thrash-Riffs und aggressive Vocals“ auszeichne. Auch er bemängelte ein Fehlen an Originalität, sodass er lieber zu Arch Enemy oder The Duskfall greifen würde.

## Diskografie
als Bleeding Harmony
- 2002: Promo 2002 (Demo, Eigenveröffentlichung)

als The Wake
- 2003: Ode to My Misery (Album, Spikefarm Records)
- 2005: Death-a-Holic (Album, Spikefarm Records)